# أوميلا
أوميلا (بالفرنسية: Aumelas)‏، هي بلدية فرنسية في فرنسا في إقليم إيرو التابع لمنطقة أوسيتاني.